# Ay Ramon!
Ay Ramon! is een Vlaamse Sinterklaasfilm uit 2015 onder regie van Stijn Coninx.
Een deel van de personages hernemen hun rollen uit het televisieprogramma Dag Sinterklaas en de jaarlijkse intrede Hij komt, hij komt... De intrede van de Sint.

## Verhaal
Sinterklaas (Jan Decleir) reist zoals gewoonlijk per stoomboot van Spanje naar Antwerpen. Omdat het paard van Sinterklaas altijd zeeziek wordt, reist Ramon (Pieter Embrechts), de verzorger, met het paard over land naar zijn bestemming. Onderweg wordt Ramon gevangengenomen door Tikkelotje (Evelien Bosmans), die hem wil houden wegens zijn muzikale talent. Ramon moet namelijk optreden in haar onsuccesvol theatertje. Professor Van den Uytleg, Conchita en Zwarte Piet gaan op zoek naar Ramon, maar worden een voor een in de val gelokt door Tikkelotje. Omdat er niks anders opzit, gaat Sinterklaas zelf op stap om zijn paard terug te vinden en zijn vrienden te bevrijden.

## Rolverdeling
| Acteur               | Personage                       |
| -------------------- | ------------------------------- |
| Pieter Embrechts     | Ramon Iglesias                  |
| Jan Decleir          | Sinterklaas                     |
| Evelien Bosmans      | Tikkelotje                      |
| Matteo Simoni        | Max Muizenest                   |
| Tom Van Dyck         | Kapitein Verschepen             |
| Lucas Van den Eynde  | Professor Herman Van den Uytleg |
| Els Dottermans       | Conchita Garcia                 |
| Liesa Van der Aa     | Moeder                          |
| Warre Borgmans       | Kapitein Droogdockx             |
| Frans Van der Aa     | Zwarte Piet                     |
| Adriaan Van den Hoof | Kapitein Paelinckx              |
| Bart Peeters         | Zichzelf                        |